# Obvio!
Obvio! é uma fabricante brasileira de automóveis fundada em 2001 em Duque de Caxias, no estado do Rio de Janeiro. A empresa é especializada na produção de microcarros. Produz o Obvio! 828 e o Obvio! 012. Esses carros foram planejados para serem distribuídos pela ZAP nos Estados Unidos.
Os carros têm motor central e usam uma transmissão continuamente variável (CVT), que também pode imitar uma caixa de câmbio sequencial de 6 velocidades e movidos por um motor de 4 cilindros, 16 válvulas em linha 1.6 litros de 115 hp (86 kW), motor Tritec (versão de alta potência com 170 hp (130 kW) ou 250 hp (190 kW) também estão disponíveis). Eles são descritos como "carros urbanos de alto desempenho". O consumo de combustível é 12.5 km/L (35 mpg‑imp; 29 mpg‑US) na cidade ou 17.3 km/L (49 mpg‑imp; 41 mpg‑US) na estrada. É um veículo flex que funciona com etanol puro (E100) ou gasolina ou qualquer mistura destes.
O chassi é projetado como uma série de elipses (um sistema chamado "Niess Elliptical Survival Rings") para ser forte, mas com baixo peso. Os carros têm um banco para três pessoas e estão equipados com airbags. Têm suspensão McPherson e freios a disco em todas as direções. Os painéis interno e externo da carroceria são feitos de plástico ABS / PMMA. Eles usam portas de tesoura e também tem um espaço de mochila Boblbee integrado ao design.
O 828 tem um preço médio de US$ 14.000 e o 012 tem um preço médio de US$ 28.000. Os extras oferecidos são ar-condicionado (quente / frio), bancos individuais, vidros elétricos / espelho traseiro / travamento central, bancos de couro e um Carputer iMobile .
O Obvio! 828H é um carro-conceito elétrico híbrido que funciona com motores flex e foi apresentado no Rio de Janeiro em novembro de 2010.